# Trofeo Costa del Sol
El Trofeo Costa del Sol, anteriormente denominado Trofeo Internacional Costa del Sol, es un torneo amistoso de fútbol, patrocinado por la Real Federación Española de Fútbol, organizado por el Málaga Club de Fútbol en asociación con el Ayuntamiento de Málaga. Celebrado por primera vez en 1961, se trata de uno de los trofeos veraniegos con más solera de España.

## Denominación
El "Trofeo Costa del Sol", aunque en sus inicios el trofeo era oficialmente llamado  "Trofeo Internacional Costa del Sol", hace referencia al nombre con el que es conocido internacionalmente el litoral malagueño como destino turístico.

## Historia

El Málaga Club de Fútbol, el organizador del torneo (1983).

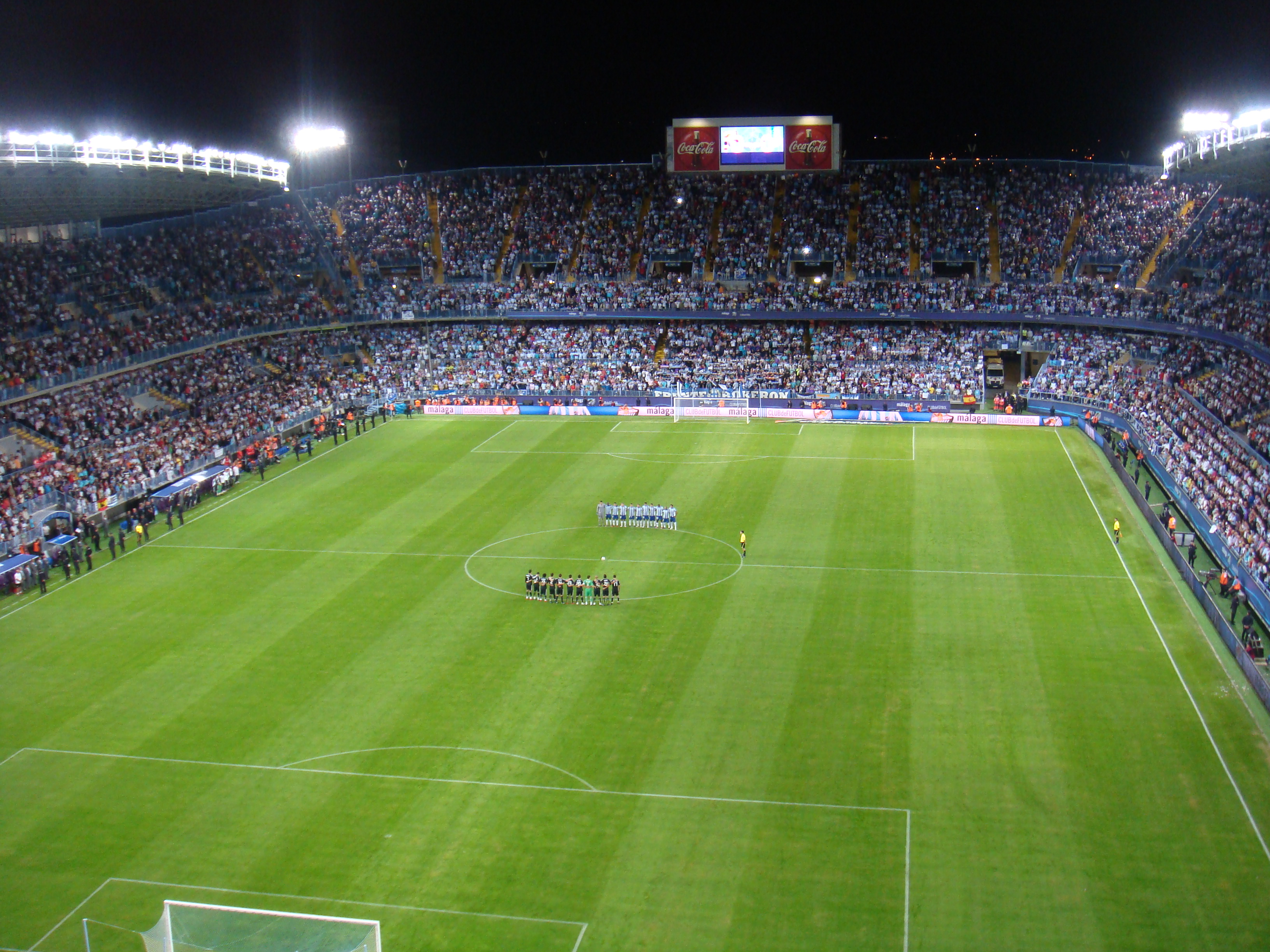
El Estadio La Rosaleda, sede oficial del trofeo internacional Costa del Sol.

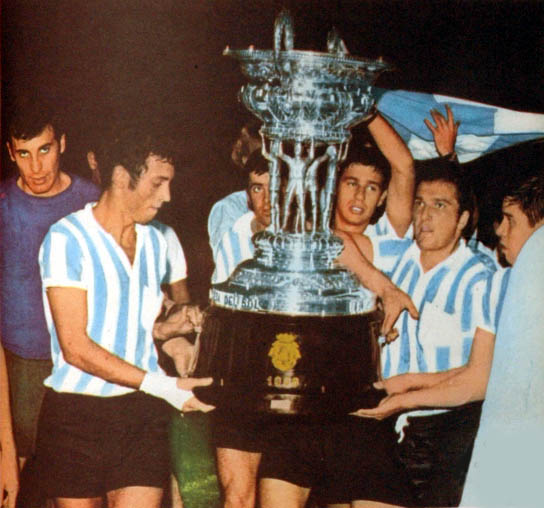
Racing Club fue el único equipo argentino y el primer equipo no europeo en ganar el trofeo en 1968.

El torneo se celebró anualmente desde 1961 hasta 1984 con cuatro participantes, el organizador y tres invitados, con la excepción de 1981 y 1982, en los que no se disputó debido a las obras que se estaban realizando en el estadio para la Copa Mundial de Fútbol de 1982. La crisis económica y deportiva del Málaga fue la causa de que dicho trofeo dejara de disputarse en 1984. No fue hasta 2004 cuando se recuperó el torneo y su celebración regular.
La copa del Trofeo Costa del Sol que se entrega al ganador está valorada en 30.000 euros.
Todas sus ediciones oficiales se han disputado en el estadio La Rosaleda en el mes de agosto, al igual que otros trofeos de verano en la pretemporada futbolística española. La única excepción fue la vigesimoquinta edición del torneo prevista para agosto de 2007 que fue aplazada debido al mal estado del césped, disputándose finalmente en enero de 2008 frente al Borussia Dortmund.
Por el Costa del Sol han pasado alguno de los más míticos jugadores y equipos de todos los tiempos, como el Santos de «O Rei» Pelé (1967), el Racing Club conocido como «El equipo de José» (1968), el Benfica de Eusebio (1966), el Real Madrid de Di Stéfano, Puskás o Gento (1963; 1968) o el Barcelona de Cruyff (1977), además de participar selecciones nacionales tan prestigiosas como la tricampeona mundial Argentina (1967).
Desde 2005 solo se invita a un equipo, convirtiéndose el torneo en el primer partido que disputa el Málaga Club de Fútbol como local cada temporada, sirviendo como presentación oficial del equipo ante la afición. En 2018 vuelve a dejar de disputarse, nuevamente debido a la crisis económica y deportiva del club tras su descenso a segunda división.

### Histórico de ediciones
| Edición    | Año         | Campeón                     | Resultado      | Subcampeón                  | Tercero                    | Cuarto                       |                            |
| I          | 1961        | Athletic Club               | 4 - 0          | Sevilla F. C.               | Wiener Neustadt            | O. G. C. Niza                |                            |
| II         | 1962        | A. S. Roma                  | 3 - 0          | C. D. Málaga                | Sporting de Lisboa         | Sólo se invitó a dos equipos |                            |
| III        | 1963        | C. D. Málaga                | 3 - 1          | Real Madrid C. F.           | Blackpool F. C.            | A. S. Mónaco                 |                            |
| IV         | 1964        | Sevilla F. C.               | 2 - 2 (4-1 p.) | C. D. Málaga                | Borussia Dortmund          | F. A. R. Rabat               |                            |
| V          | 1965        | Tottenham Hotspur F. C.     | 1 - 0          | Standard Liège              | Valencia C. F.             | C. D. Málaga                 |                            |
| VI         | 1966        | Tottenham Hotspur F. C.     | 2 - 1          | S. L. Benfica               | C. D. Málaga               | Atlético de Madrid           |                            |
| VII        | 1967        | RCD Español                 | 2 - 1          | Argentina                   | Santos F. C.               | C. D. Málaga                 |                            |
| VIII       | 1968        | Racing Club                 | 2 - 0          | R. S. C. Anderlecht         | C. D. Málaga               | Real Madrid C. F.            |                            |
| IX         | 1969        | S. C. Corinthians Paulista  | 2 - 1          | F. C. Barcelona             | C. D. Málaga               | C. A. River Plate            |                            |
| X          | 1970        | Vasas S. C.                 | 3 - 2 p        | C. D. Málaga                | Real Madrid C. F.          | G. N. K. Dinamo Zagreb       |                            |
| XI         | 1971        | C. D. Málaga                | 2 - 1          | F. K. Crvena Zvezda Beograd | Panathinaikos F. C.        | Valencia C. F.               |                            |
| XII        | 1972        | Club Nacional               | 1 - 0          | C. D. Málaga                | Vasas S. C.                | F. K. Partizan Beograd       |                            |
| XIII       | 1973        | F. K. Crvena Zvezda Beograd | 2 - 1          | C. D. Málaga                | C. A. Boca Juniors         | R. C. D. Español             |                            |
| XIV        | 1974        | C. D. Málaga                | 1 - 1 (4-3 p.) | Derbi County F. C.          | Granada C. F.              | F. C. Twente                 |                            |
| XV         | 1975        | C. A. Peñarol               | 3 - 2          | C. D. Málaga                | Ferencvárosi T. C.         | Real Betis Balompié          |                            |
| XVI        | 1976        | Real Madrid C. F.           | 3 - 0          | C. D. Málaga                | F. K. Torpedo Moskva       | C. A. Peñarol                |                            |
| XVII       | 1977        | F. C. Barcelona             | 3 - 0          | C. D. Málaga                | America F. C.              | Japón                        |                            |
| XVIII      | 1978        | Athletic Club               | 2 - 1          | C. A. Huracán               | C. A. Talleres             | C. D. Málaga                 |                            |
| XIX        | 1979        | Ferencvárosi T. C.          | 2 - 1          | Sevilla F. C.               | Botafogo F. R.             | C. D. Málaga                 |                            |
| XX         | 1980        | Clube Atlético Mineiro      | 1 - 0          | C. D. Málaga                | P. F. C. Slavia Sofía      | Sólo se invitó a dos equipos |                            |
|            | 1981 - 1982 | No se celebró               | No se celebró  | No se celebró               |                            |                              |                            |
| XXI        | 1983        | S. C. Internacional         | 2 - 0          | Club América                | C. D. Málaga               | Real Zaragoza                |                            |
|            | 1984 - 2002 | No se celebró               | No se celebró  | No se celebró               |                            |                              |                            |
| No oficial | 2003        | Brescia Calcio              | 0 - 0 (3-2 p.) | Málaga C. F.                | Sólo se invitó a un equipo | Sólo se invitó a un equipo   |                            |
| XXII       | 2004        | Sevilla F. C.               | 1 - 1 Tri.     | Málaga C. F.                | Parma F. C.                | Sólo se invitó a dos equipos |                            |
| XXIII      | 2005        | Málaga C. F.                | 2 - 0          | Newcastle United F. C.      | Sólo se invitó a un equipo | Sólo se invitó a un equipo   |                            |
| XXIV       | 2006        | Club Nacional               | 1 - 0          | Málaga C. F.                | Sólo se invitó a un equipo | Sólo se invitó a un equipo   |                            |
| XXV        | 2007        | Borussia Dortmund           | 1 - 0          | Málaga C. F.                | Sólo se invitó a un equipo | Sólo se invitó a un equipo   |                            |
| XXVI       | 2008        | Málaga C. F.                | 2 - 1          | Real Betis Balompié         | Sólo se invitó a un equipo | Sólo se invitó a un equipo   |                            |
|            | 2009        | No se celebró               | No se celebró  | No se celebró               |                            |                              |                            |
| XXVII      | 2010        | Málaga C. F.                | 2 - 1          | Parma F. C.                 | Sólo se invitó a un equipo | Sólo se invitó a un equipo   |                            |
| XXVIII     | 2011        | Málaga C. F.                | 4 - 0          | C. A. Peñarol               | Sólo se invitó a un equipo | Sólo se invitó a un equipo   |                            |
| XXIX       | 2012        | Málaga C. F.                | 1 - 0          | Everton F. C.               | Sólo se invitó a un equipo | Sólo se invitó a un equipo   |                            |
|            | 2013        | No se celebró               | No se celebró  | No se celebró               |                            |                              |                            |
| XXX        | 2014        | A. C. Fiorentina            | 2 - 0          | Málaga C. F.                | Sólo se invitó a un equipo | Sólo se invitó a un equipo   |                            |
| XXXI       | 2015        | Málaga C. F.                | 2 - 0          | Lekhwiya S. C.              | Sólo se invitó a un equipo | Sólo se invitó a un equipo   |                            |
| XXXII      | 2016        | Málaga C. F.                | 0 - 0 (4-2 p.) | U. C. Sampdoria             | Sólo se invitó a un equipo | Sólo se invitó a un equipo   |                            |
| XXXIII     | 2017        | S. S. Lazio                 | 1 - 0          | Málaga C. F.                | Sólo se invitó a un equipo | Sólo se invitó a un equipo   |                            |
|            | 2018 - 2022 | No se celebró               | No se celebró  | No se celebró               |                            |                              |                            |
| XXXIV      | 2023        | Málaga C. F.                | 2 - 1          | Antequera C. F.             | Sólo se invitó a un equipo | Sólo se invitó a un equipo   | Sólo se invitó a un equipo |
|            | 2024        | No se celebró               | No se celebró  | No se celebró               |                            |                              |                            |
| XXXV       | 2025        | Málaga C. F.                | 3 - 1          | Real Betis Balompié         | Sólo se invitó a un equipo | Sólo se invitó a un equipo   | Sólo se invitó a un equipo |

1. ↑  Athletic Bilbao era entonces la denominación del Athletic Club.
2. ↑  Real Club Deportivo Español era entonces la denominación del Reial Club Deportiu Espanyol de Barcelona S. A. D..
3. ↑  Club de Fútbol Barcelona era el nombre usado entonces por el Fútbol Club Barcelona.
4. ↑   Edición no oficial del trofeo que se jugó en el estadio municipal de la ciudad de Marbella.
5. ↑  Disputado el 16 de enero de 2008.

### Palmarés
| Club                       | Part. | Títulos | Subcamp. | Años de los campeonatos                                                | Años subcampeonatos                                                                                   |
| -------------------------- | ----- | ------- | -------- | ---------------------------------------------------------------------- | --- |
| Málaga                     | 36    | 12      | 15       | 1963, 1971, 1974, 2005, 2008, 2010, 2011, 2012, 2015, 2016, 2023, 2025 | 1962, 1964, 1970, 1972, 1973, 1975, 1976, 1977, 1980, 2003 (no oficial), 2004, 2006, 2007, 2014, 2017 |
| Sevilla F. C.              | 4     | 2       | 2        | 1964, 2004                                                             | 1961, 1979                                                                                            |
| Tottenham Hotspur F. C.    | 2     | 2       | –        | 1965, 1966                                                             | – |
| Athletic Club              | 2     | 2       | –        | 1961, 1978                                                             | – |
| Club Nacional              | 2     | 2       | –        | 1972, 2006                                                             | – |
| C. A. Peñarol              | 3     | 1       | 1        | 1975                                                                   | 2011                                                                                                  |
| Real Madrid C. F.          | 4     | 1       | 1        | 1976                                                                   | 1963                                                                                                  |
| F. C. Barcelona            | 2     | 1       | 1        | 1977                                                                   | 1969                                                                                                  |
| A. S. Roma                 | 1     | 1       | –        | 1962                                                                   | – |
| R. C. D. Español           | 2     | 1       | –        | 1967                                                                   | – |
| Racing Club                | 1     | 1       | –        | 1968                                                                   | – |
| S. C. Corinthians Paulista | 1     | 1       | –        | 1969                                                                   | – |
| Vasas S. C.                | 2     | 1       | –        | 1970                                                                   | – |
| F. K. Crvena Zvezda        | 2     | 1       | –        | 1973                                                                   | – |
| Ferencvárosi T. C.         | 2     | 1       | –        | 1979                                                                   | – |
| Clube Atlético Mineiro     | 1     | 1       | –        | 1980                                                                   | – |
| S. C. Internacional        | 1     | 1       | –        | 1983                                                                   | – |
| Brescia Calcio             | 1     | 1       | –        | 2003 (edición no oficial)                                              | – |
| Borussia Dortmund          | 2     | 1       | –        | 2007                                                                   | – |
| A. C. Fiorentina           | 1     | 1       | –        | 2014                                                                   | – |
| S. S. Lazio                | 1     | 1       | –        | 2017                                                                   | – |

También existe el Trofeo Costa del Sol femenino, cuya primera edición se jugó en 2018. El campeón fue el equipo femenino del Málaga Club de Fútbol.